# Вармбад (Намибия)
Вармбад (койсанск. Aixa-aibes) — небольшой город, располагающийся у источника Хом Ривер в регионе Карас на юго-востоке Намибии, недалеко от границы с ЮАР. В городе находится миссионерская церковь, построенная в 1810 г., а также всемирно известные термальные источники. Вармбад находится на высоте 720 м над уровнем моря. Климат сухой, что характерно для Намаленда — сочетание засухи южной пустыни Намиб и умеренной степной погоды.

## История

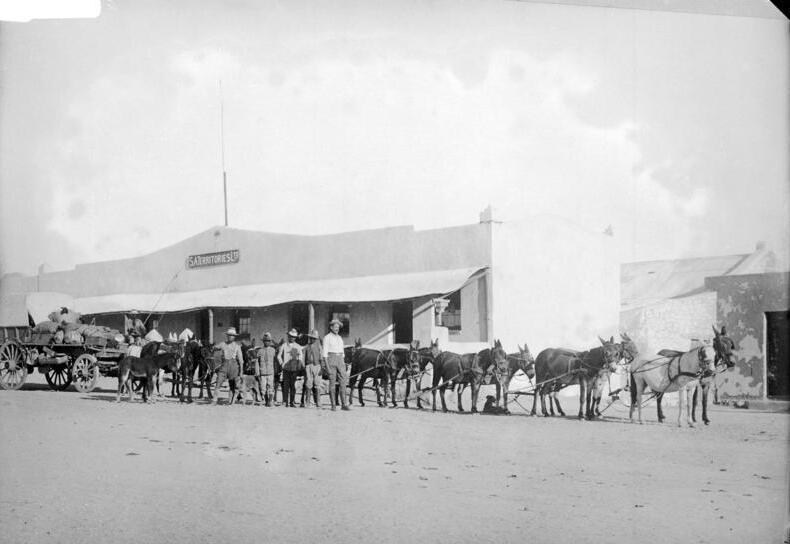
Вармбад в 1906 году

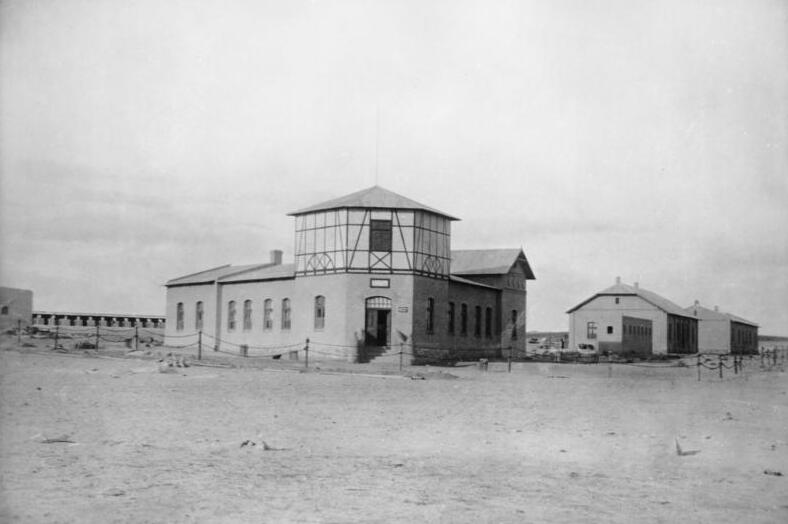
Вармбад, казармы

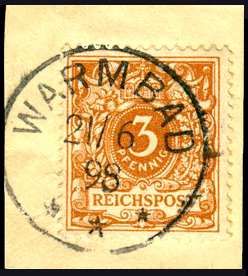
Марки для Hемецкой Юго-Западной Африки штемпелем Вармбад 1898

Впервые поселение упомянуто в 1760 году. С XVIII века здесь останавливались купцы, охотники, миссионеры, двигающиеся из Капской колонии. Город является центром культуры нама. В Вармбад также стекались представители этого племени, притесняемые в Капской провинции. Построенная между 1805 и 810 годами Христианом и Абрахамом Альбрехтами, разрушенная в период восстания орламов (1811), была восстановлена методистом Едвардом Куком в 1834 году. В 1867 году миссия была передана Рейнскому миссионерскому сообществу. После восстания племени бондельсварт в 1903 году миссионерская деятельность была полностью прекращена.
Сегодня Вармбад привлекает большое количество туристов. Город является местом общего проживания буров и нама.